# Albert Pintat Santolària
Albert Pintat Santolària (ur. 23 czerwca 1943 w Sant Julià de Loria) – andorski polityk i dyplomata, deputowany i minister, w latach 2005–2009 premier Andory.

## Życiorys
Ukończył studia ekonomiczne na Uniwersytecie we Fryburgu, pracował w biznesie. Na początku lat 80. zaangażował się w działalność polityczną. W 1982 został burmistrzem parafii Sant Julià de Lòria. W 1984 premier Josep Pintat-Solans (prywatnie jego krewny) powierzył mu funkcję osobistego sekretarza, którą pełnił do 1985. W latach 1986–1991 zasiadał w Radzie Generalnej. Później był ambasadorem w państwach Beneluksu i przy Unii Europejskiej (1995–1997) oraz w Szwajcarii i Wielkiej Brytanii (2001–2004). W międzyczasie od 1997 do 2001 zajmował stanowisko ministra spraw zagranicznych.
Działacz Liberalnej Partii Andory. Poprowadził to ugrupowanie do wygranej w wyborach parlamentarnych w 2005. W maju tegoż roku objął urząd premiera, który zajmował do czerwca 2009.

## Odznaczenia
- Krzyż Wielki Orderu Infanta Henryka (2007, Portugalia)[4]